# 후니오르 알칸타라
후니오르 알칸타라 레예스(스페인어: Junior Alcántara Reyes, 2004년 10월 2일~)는 도미니카 공화국의 권투 선수이다. 2024년 하계 올림픽 남자 복싱 플라이급에서 동메달을 획득했다.